# Liste der Finanzminister Irlands
Dies ist eine Liste der Finanzminister Irlands seit 1919.
| Minister                | Anfang – Ende           | Partei                                                          |
| ----------------------- | ----------------------- | --------------------------------------------------------------- |
| Eoin MacNeill           | 22.1.1919 – 1.4.1919    | Sinn Féin                                                       |
| Michael Collins         | 2.4.1919 – 22.8.1922    | Sinn Féin                                                       |
| William Thomas Cosgrave | 17.7.1922 – 21.9.1923   | Befürworter des Anglo-Irischen Vertrags innerhalb von Sinn Féin |
| Ernest Blythe           | 21.9.1923 – 9.3.1932    | Cumann na nGaedheal                                             |
| Seán MacEntee           | 9.3.1932 – 16.9.1939    | Fianna Fáil                                                     |
| Seán Ó Ceallaigh        | 16.9.1939 – 14.6.1945   | Fianna Fáil                                                     |
| Frank Aiken             | 19.6.1945 – 18.1.1948   | Fianna Fáil                                                     |
| Patrick McGilligan      | 18.1.1948 – 13.6.1951   | Fine Gael                                                       |
| Seán MacEntee           | 13.6.1951 – 2.6.1954    | Fianna Fáil                                                     |
| Gerard Sweetman         | 2.6.1954 – 20.3.1957    | Fine Gael                                                       |
| James Ryan              | 20.3.1957 – 21.4.1965   | Fianna Fáil                                                     |
| Jack Lynch              | 21.4.1965 – 10.11.1966  | Fianna Fáil                                                     |
| Charles J. Haughey      | 10.11.1966 – 7.5.1970   | Fianna Fáil                                                     |
| George Colley           | 9.5.1970 – 14.3.1973    | Fianna Fáil                                                     |
| Richie Ryan             | 14.3.1973 – 5.7.1977    | Fine Gael                                                       |
| George Colley           | 5.7.1977 – 11.12.1979   | Fianna Fáil                                                     |
| Michael O’Kennedy       | 12.12.1979 – 16.12.1980 | Fianna Fáil                                                     |
| Gene FitzGerald         | 16.12.1980 – 30.6.1981  | Fianna Fáil                                                     |
| John Bruton             | 30.6.1981 – 9.3.1982    | Fine Gael                                                       |
| Ray MacSharry           | 9.3.1982 – 14.12.1982   | Fianna Fáil                                                     |
| Alan Dukes              | 14.12.1982 – 14.2.1986  | Fine Gael                                                       |
| John Bruton             | 14.2.1986 – 10.3.1987   | Fine Gael                                                       |
| Ray MacSharry           | 10.3.1987 – 24.11.1988  | Fianna Fáil                                                     |
| Albert Reynolds         | 24.11.1988 – 7.11.1991  | Fianna Fáil                                                     |
| Charles J. Haughey      | 7.11.1991 – 14.11.1991  | Fianna Fáil                                                     |
| Bertie Ahern            | 14.11.1991 – 15.12.1994 | Fianna Fáil                                                     |
| Ruairi Quinn            | 15.12.1994 – 26.6.1997  | Irish Labour Party                                              |
| Charlie McCreevy        | 26.6.1997 – 29.9.2004   | Fianna Fáil                                                     |
| Brian Cowen             | 29.9.2004 – 7.5.2008    | Fianna Fáil                                                     |
| Brian Joseph Lenihan    | 7.5.2008 – 9.3.2011     | Fianna Fáil                                                     |
| Michael Noonan          | 9.3.2011 – 14.6.2017    | Fine Gael                                                       |
| Paschal Donohoe         | seit 14.6.2017          | Fine Gael                                                       |